# Aethalops aequalis
Aethalops aequalis es una especie de murciélago de la familia Pteropodidae. Se considera una subespecie de Aethalops alecto por algunos autores.[cita requerida]

## Distribución geográfica
Se encuentra en la isla de Borneo (Malasia Oriental y Brunéi).